# Galegos (Póvoa de Lanhoso)
Galegos es una freguesia portuguesa del concelho de Póvoa de Lanhoso, con 2,50 km² de superficie y 629 habitantes (2001). Su densidad de población es de 251,6 hab/km².

## Galería

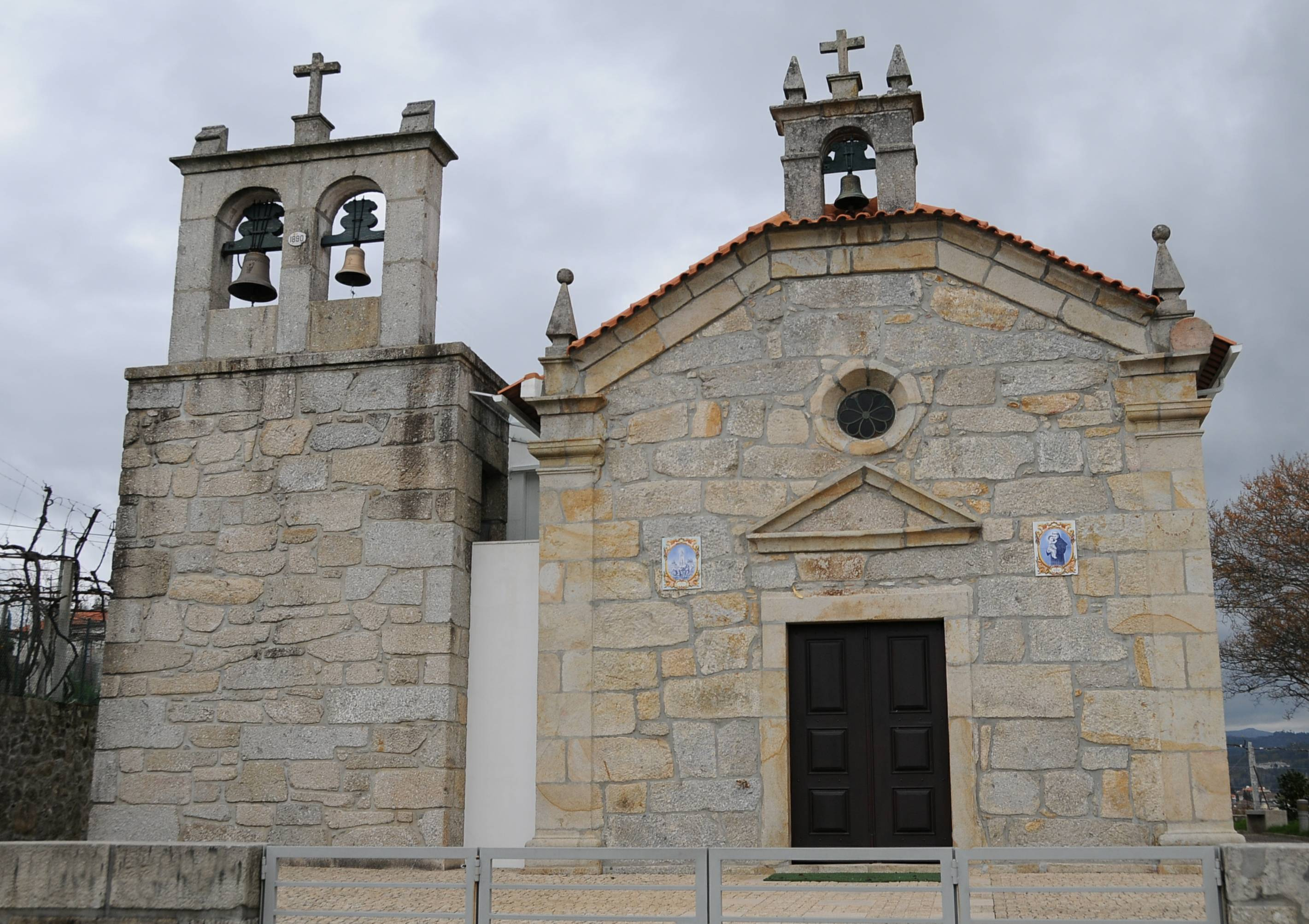
Iglesia de Galegos